# 安中市立原市小学校
安中市立原市小学校（あんなかしりつ はらいちしょうがっこう）は、群馬県安中市にある安中市立小学校。

## 概要
開校当時から3本のかやの木がある｡

## 沿革
- 1873年 - 原市小学校開設。
- 1873年 - 郷原小学校を自性寺に仮設。
- 1873年 - 嶺小学校を自法寺を仮校舎として設立。
- 1881年 - 教則が改正され、上等下等の制を廃して、高等・中等・初等の三等となった。
- 1885年 - 嶺小学校を合併した。
- 1889年 - 町制施行。原市村は原市町となった。碓氷第二尋常小学校は、原市尋常小学校と改称された。
- 1941年 - 碓氷郡原市町国民学校。
- 1943年 - 六三制実施により、碓氷郡原市町立原市小学校と改称された。
- 1951年 - 町村合併により、碓氷郡安中町立原市小学校と改称された。
- 1954年 - 市制施行により、安中市立原市小学校と改称された。

## 学区
- 原市地区[1]
- 安中地区高別当100番地

## 学校教育目標
すすんで学ぶ　心ゆたかな　たくましい子の育成

### すすんで学ぶ力を持つ子
自律・協力・思慮反省・個性の伸長・創意工夫等
- 計画性を身に付け、主体的に学習や作業に取り組む子
- 助け合い、協力し合って学習できる子
- よく考え、学んだことを正しく使える子

### 心ゆたかな子
奉仕・友情・自然愛護・公共心・人権尊重・国際理解等
- 思いやりの心を持ち、人の気持ちを考えて行動できる子
- 自然に親しみ、生き物をいたわる心のやさしい子
- 礼儀正しく、あいさつのしっかりできる子

### たくましい子
正義・勇気・責任・健康安全・明朗快活・生命尊重等
- つらいことにもくじけず、勇気を持って正しいことが言える子
- 自分の仕事に責任を持ち、友だちと力を合わせて活動できる子
- 健康でねばり強く最後までがんばりぬく子